# Wigston Magna
Wigston Magna, sau simplu Wigston, este un oraș în comitatul Leicestershire, regiunea East Midlands, Anglia. Orașul aparține districtului Oadby and Wigston a cărui reședință este.